# Ernst Friedrich Germar
Ernst Friedrich Germar, född 3 november 1786 i Glauchau, död 8 juli 1853 i Halle an der Saale, var en tysk zoolog och mineralog.
Germar blev 1817 e.o. och 1824 ordinarie professor i mineralogi i Halle an der Saale. Han författade Reise durch Oesterreich und Tyrol nach Dalmatien (1814), värdefulla avhandlingar över fossila insekter och växter, bland annat Monographie der Versteinerungen des Steinkohlengebirgs von Wettin und Löbejün (1844-53) och undersökningar över fossila insekter från Solnhofen.
Han vann dock sitt största anseende som entomolog. Bland hans dithörande arbeten är det viktigaste Fauna insectorum Europæ, i vilket han författade häftena 3-24 (1817-47). Dessutom utgav han tillsammans med Zinken "Magazin der Entomologie" (fyra band, 1813-21) och "Zeitschrift für Entomologie" (fem band, 1839-44). Han blev ledamot av svenska Vetenskapsakademien 1845.